# Maluagryllus manmarris
Maluagryllus manmarris är en insektsart som först beskrevs av Otte, D. och R.D. Alexander 1983.  Maluagryllus manmarris ingår i släktet Maluagryllus och familjen syrsor. Inga underarter finns listade i Catalogue of Life.